# Quartier de la Chaussée-d'Antin
Le quartier de la Chaussée-d’Antin est le 34e quartier administratif de Paris situé dans le 9e arrondissement.

## Situation
Les quartiers du 9e arrondissement.
Le quartier est limité par :
- le boulevard des Capucines,
- le boulevard des Italiens,
- la rue Vignon,
- la rue Tronchet,
- la rue du Havre,
- la rue Saint-Lazare,
- la rue Laffitte.

Quartiers du 9ᵉ arrondissement de Paris.

Il est traversé par le boulevard Haussmann, la rue de la Victoire, la rue de Provence, la rue La Fayette, la rue Taitbout, la rue Auber, la rue Scribe, la rue Halévy, la rue Gluck, la rue Meyerbeer, la rue de Chateaudun, la rue du Helder, la rue de Caumartin, la rue Godot-de-Mauroy…

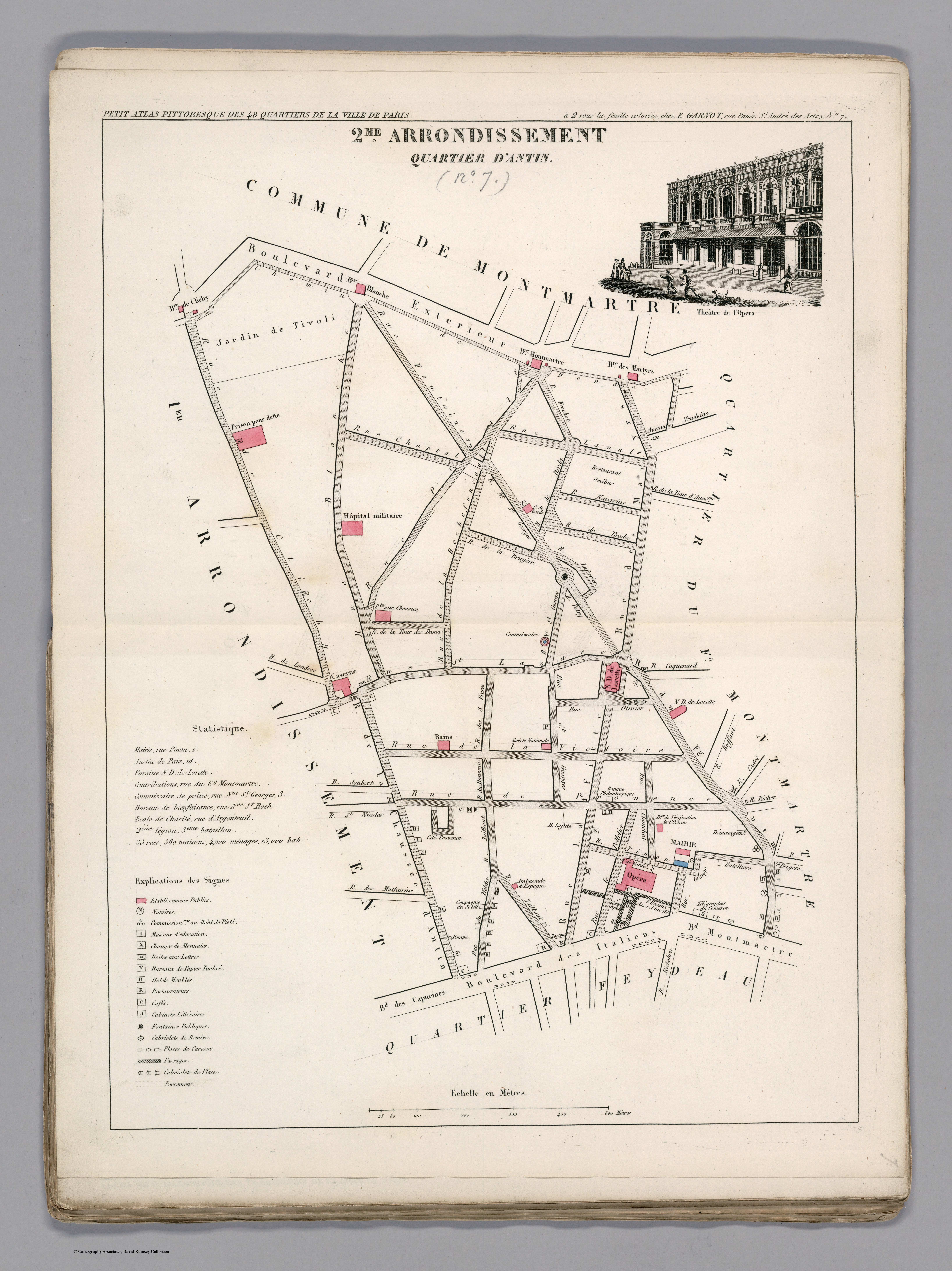
Plan du quartier de la Chaussée-d'Antin dans l'ancien 2e arrondissement en 1834.

## Origine du nom
Le quartier tient son nom de la rue de la Chaussée-d’Antin.

## Bâtiments remarquables et lieux de mémoire

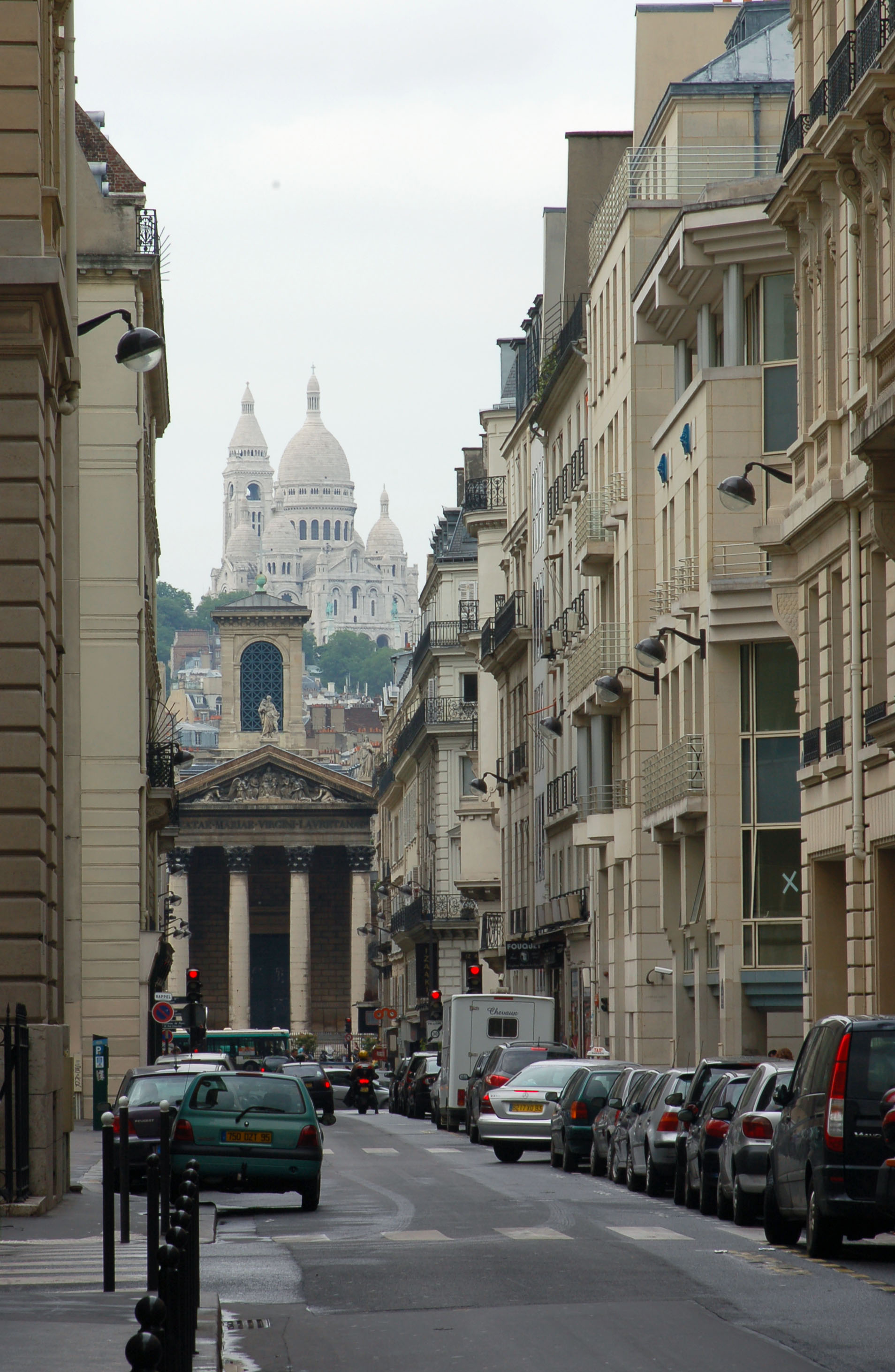
La rue Laffitte avec la façade de l'église Notre-Dame-de-Lorette.

- Le palais Garnier
- Le lycée Condorcet
- L'église Notre-Dame-de-Lorette
- L'église Saint-Louis-d'Antin
- La grande synagogue de Paris
- La cité d'Antin
- Le Printemps Haussmann
- Les Galeries Lafayette Haussmann
- La Fnac Saint-Lazare
- Le square de l'Opéra-Louis-Jouvet
- La place Édouard-VII
- La place de l'Opéra
- Le théâtre de l'Athénée-Louis-Jouvet
- Le théâtre Édouard-VII
- L'Olympia